# الدوري المغربي لكرة القدم 1959–60
الدوري المغربي لكرة القدم 1959-1960 هو الموسم 4 من البطولة الوطنية المغربية لكرة القدم . يتنافس خلاله 13 من أفضل الأندية الوطنية المغربية.توج بهذا الموسم فريق النادي القنيطري .